# 2023年美國聯邦航空總署系統故障事件
2023年1月11日，由于美國聯邦航空總署（FAA）發生系统故障，美国航班被停飞或延误。美國聯邦航空總署暂停所有航班起飞，直到当地时间上午9点。
已经在空中的航班被允许继续前往目的地。美国东部时间上午8:30左右，航班开始恢复起飞。值得注意的是，这是自911事件後，美国联邦航空局首次在全国范围内发布停飞命令。
对该事件的初步调查显示，一个 "损坏的数据库文件 "可能导致联邦航空局的飞行任务通知（NOTAM）系统中断，该系统负责通知飞行员航路和空域上的安全隐患。 联邦航空局告诉CNN，没有证据表明其NOTAM系统受到网络攻击。

## 事件經過
美国联邦航空管理局下令航空公司暂停所有国内航班的离场，因为其NOTAM（Notice to Air Missions）在世界协调时晚上8:28停止工作，造成的大量的干扰。美国东部时间上午8:30左右，航班开始恢复起飞，其他机场的起飞预计将在上午9点前恢复。然而，航空公司可能会实施地面延迟计划，这有可能导致进一步的延误问题。

## 后续
截至美东时间上午8:07，共有32,578个进入或离开美国境内的航班被延误，另有409个进出美国的航班也被取消。
事件发生后，美国航企的股票在盘前交易中下跌。西南航空下跌2.4%，达美航空公司、联合航空和美国航空下跌约1%。
2023年1月19日，美国联邦航空管理局表示，导致该事故的主要原因是一名承包商不小心删除了系统中的计算机文件。

## 各界反應
- 美國總統喬·拜登聽取美國聯邦航空局系統故障的簡報白宮後表示，沒有證據表明系統中斷與網路攻擊有關[8]，但總統已要求對該事件進行調查。

## 类似事件
- 2023年菲律宾领空关闭事件因电力故障导致雷达以及无线电无法使用，随后关闭其空域。

## 參攰來源
1. 1 2 3 4 5 6  Freed, Jamie; Singh, Rajesh Kumar; Shepardson, David. . Reuters. 2023-01-11  [2023-01-11]. （原始内容存档于2023-01-11） （英语）.
2. 1 2  CNN, By Pete Muntean and Gregory Wallace. . CNN.   [2023-01-11]. （原始内容存档于2023-01-17） （英语）.
3. ↑  Griffith, Keith. . Mail Online. 2023-01-11  [2023-01-11]. （原始内容存档于2023-01-16） （英语）.
4. ↑  CNN, By Gregory Wallace and Pete Muntean. . CNN.   [2023-01-12]. （原始内容存档于2023-01-12） （英语）.
5. ↑  Annabelle Timsit; Lori Aratani. . 华盛顿邮报. 2022-01-11  [2022-01-11] （英语）.
6. ↑  . Reuters. 2023-01-11  [2023-01-11]. （原始内容存档于2023-01-11） （英语）.
7. ↑  .   [2023-01-20]. （原始内容存档于2023-01-20）.
8. ↑  . msn. 2023-01-11  [2023-01-11]. （原始内容存档于2023-01-11） （英语）.